# Weapons
Weapons är en amerikansk episk skräckfilm skriven, regisserad och medproducerad av Zach Cregger. I huvudrollerna syns Josh Brolin, Julia Garner, Alden Ehrenreich, Benedict Wong, Austin Abrams, Amy Madigan och June Diane Raphael.
Filmen hade biopremiär i Sverige den 8 augusti 2025, utgiven av Warner Bros.

## Handling
Filmen kretsar kring ett flertal relaterade intriger, som är märkta av nattliga försvinnanden av skolbarn, poliskorruptioner, generationstrauman, häxkonster, blodritualer och religiösa övergrepp, i ett litet samhälle i den amerikanska delstaten Florida.

## Rollista
| Josh Brolin        | – Archer Graff  |
| Julia Garner       | – Justine Gandy |
| Alden Ehrenreich   | – Paul          |
| Benedict Wong      | – Andrew        |
| Toby Huss          | – Captain Ed    |
| Austin Abrams      | – Anthony       |
| Cary Christopher   | – Alex          |
| Clayton Farris     | – Terry         |
| June Diane Raphael |                 |
| Amy Madigan        |                 |